# PTV-N-2 Gorgon IV
Le PTV-N-2 Gorgon IV était un missile subsonique à propulsion par statoreacteur développé par la Glenn L. Martin Company pour la United States Navy. Initialement prévu comme une arme air-sol, il s'est matérialisé comme un véhicule d'essai de propulsion, et entre 1947 et 1950, il a été utilisé à des fins de test et, sous le nom de KDM Plover, comme drone cible.

## Conception et développement
Le développement du Gorgon IV a commencé en mai 1945, lorsque le Bureau of Aeronautics de la marine américaine a passé un contrat avec la Glenn L. Martin Company, dans le cadre du Projet Gorgon, pour développer un missile air-sol, propulsé par un statoreacteur et utilisant un guidage par radar actif. La fin de la Seconde Guerre mondiale a réduit le besoin d'une telle arme, mais le contrat a été maintenu en 1946 comme véhicule d'essai de propulsion, initialement désigné KUM-1, puis PTV-2 avant d'être finalement redésigné PTV-N-2.
Le PTV-N-2 avait une conception assez conventionnelle, avec des ailes légèrement en flèche et une empennage conventionnel ; le contrôle de roulis se faisait par spoilerons. Le moteur à statoréacteur Marquardt XRJ30 était monté sous l'arrière du fuselage, et le véhicule était équipé de freins aérodynamiques pour éviter de dépasser les limites de conception du moteur.
Le contrôle de vol se faisait par une combinaison d'une trajectoire prédéfinie via un autopilote et un guidage par commande radio; le véhicule était équipé de télémesures radio pour transmettre des données. À la fin de chaque vol d'essai, le véhicule déployait un parachute pour une récupération en mer; les véhicules étaient en si bon état qu'il serait possible de les faire voler à nouveau après les avoir nettoyés des résidus d'eau salée.

## Histoire opérationnelle
Dix-neuf PTV-N-2 ont été produits, avec des tests en vol commençant en juillet 1947; en novembre, le programme ayant adopté les chasseurs nocturnes Northrop F2T, le Gorgon IV a atteint pour la première fois un vol à grande vitesse, atteignant environ Mach 0,85; c'était le premier appareil à ailes propulsé par statoréacteur à voler avec succès aux États-Unis, et il a été affirmé que la vitesse du missile était délibérément limitée pour le maintenir en dessous de la vitesse du son. Un temps de vol de 11 minutes 15 secondes, un record à l'époque pour les statoréacteurs, a été atteint lors du deuxième vol d'essai.
Le programme d'essais a continué jusqu'en décembre 1949, initialement au centre de test Naval Air Missile Test Center à Point Mugu ; les essais ont ensuite été déplacés au Naval Aviation Ordnance Test Station à Chincoteague, Virginie afin de se rapprocher de l'usine de Martin. La marine a commencé un réaménagement du USS Norton Sound pour tester la faisabilité du lancement de Gorgon IV à partir d'une plateforme en mer, cependant le projet a été annulé avant son achèvement. Malgré cela, le programme a été considéré comme "très réussi" par la marine. Après la fin du programme, les PTV-N-2 restants ont été utilisés comme drones cibles, désignés KDM-1 Plover. La cellule du Gorgon IV a également servi de base pour le distributeur d'armes chimiques ASM-N-5 Gorgon V.

## Appareils survivants

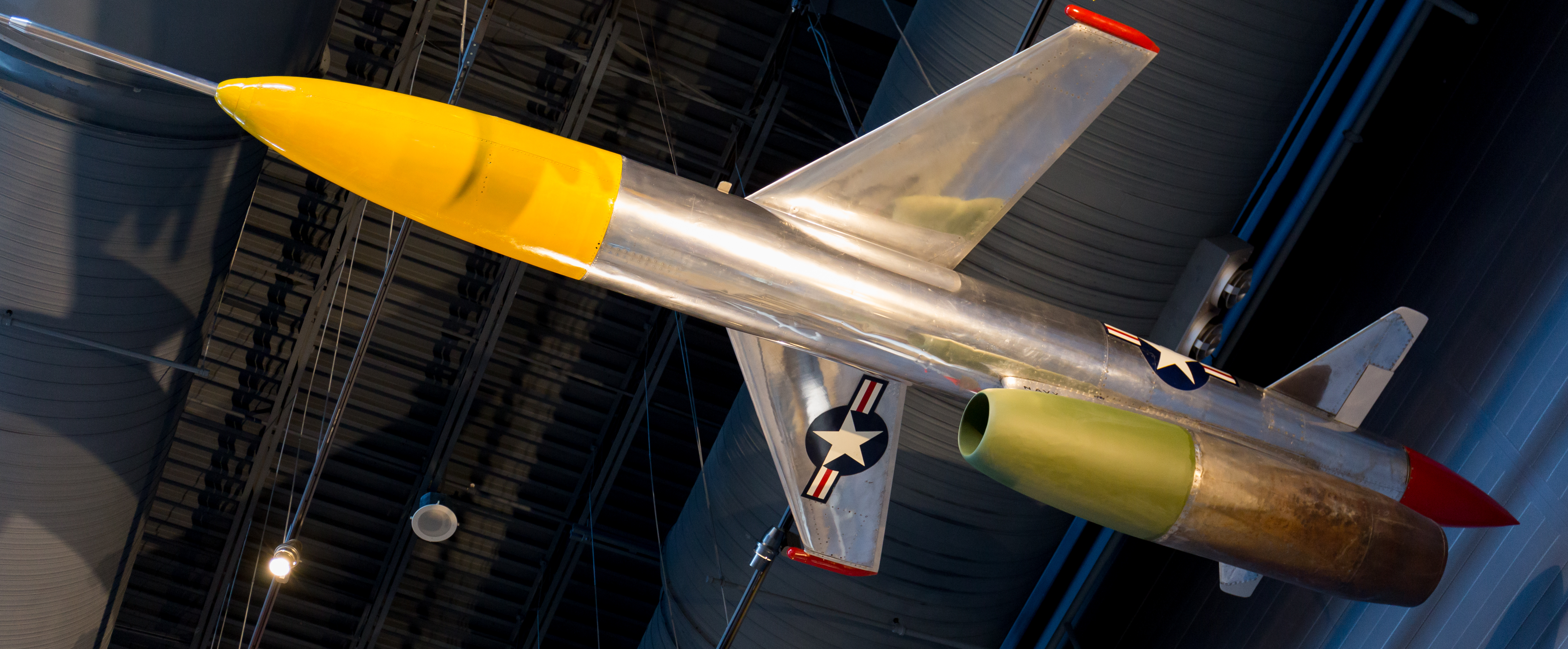
Drone KDM-1 au Udvar-Hazy Center

Un Gorgon IV récupéré a été donné par la marine américaine au National Air and Space Museum en 1966 ; il est exposé au Steven F. Udvar-Hazy Center.

## References
- (en) Cet article est partiellement ou en totalité issu de l’article de Wikipédia en anglais intitulé « PTV-N-2 Gorgon IV » (voir la liste des auteurs).

1. 1 2 3 4 5 6  Parsch 2005
2. 1 2 3 4 5  « Navy Flies First Ram-Jet Pilotless Aircraft », Bureau of Naval Aeronautics, Washington, D.C., no 278,‎ janvier 1948, p. 15
3. ↑  « The Flight of Gorgon IV », Ziff-Davis Publishing Company, Chicago, vol. 45, no 1,‎ juillet 1949, p. 21
4. ↑  Ordway and Wakeford 1960, p.182
5. 1 2  « Gorgon IV Sets Record for Ramjets », Popular Science Publishing Co., New York, vol. 154, no 2,‎ février 1949, p. 129
6. 1 2  Kolln 2009, p.115.
7. 1 2  Flight International, Volume 55, p. 139 (1949)
8. 1 2  « Gorgon IV Target Drone » [archive du 5 décembre 2017], sur National Air and Space Museum, Smithsonian Institution, 27 septembre 2016 (consulté le 4 décembre 2017)